# Lorenzo Raggi
Lorenzo Raggi (Gênova, 1615 - Ravena, 14 de janeiro de 1687) foi um cardeal do século XVII

## Biografia
Nasceu em Roma em 1615, Gênova. De família senatorial. Sobrinho do cardeal Ottaviano Raggi (1641).
Obteve um doutorado em filosofia em Roma..
Clérigo da Câmara Apostólica, 16 de dezembro de 1641; posteriormente tesoureiro geral. Protoforiere , 1643. Comissário das tropas papais. Intendente geral das galeras do Estado Pontifício. Pro-majordome de Sua Santidade na ausência do Majordome Fausto Poli, 1643. O Papa Urbano VIII pretendia promovê-lo ao cardinalato, mas foi impedido por causa de problemas de saúde..
Criado cardeal diácono no consistório de 7 de outubro de 1647; recebeu o gorro vermelho e a diaconia de S. Maria in Domnica, a 16 de dezembro de 1647. Pro-camerlengo da Santa Igreja Romana, a 26 de março de 1650. Optou pela diaconia de S. Angelo in Pescheria, a 21 de julho de 1653. Participou no conclave de 1655, que elegeu o Papa Alexandre VII. Optou pela diaconia de S. Eustáquio, em 30 de agosto de 1660. Optou pela ordem dos presbíteros e pelo título de Ss. Quirico e Giulitta, 11 de fevereiro de 1664. Participou do conclave de 1667, que elegeu o Papa Clemente IX. Participou do conclave de 1669-1670, que elegeu o Papa Clemente X. Participou do conclave de 1676, que elegeu o Papa Inocêncio XI. Optou pelo título de S. Lorenzo em Damaso, em 6 de fevereiro de 1679. Cardeal primoprete. Recusou a promoção às sés metropolitanas de Salerno e Taranto oferecidas a ele pelo rei Felipe IV de Espanha. Legado na Romagna por dez anos..
Optou pela ordem dos bispos e pela sede suburbicária de Palestrina, em 8 de janeiro de 1680. Consagrado, em 14 de janeiro de 1680, na igreja de S. Catarina della Rota de Funari, Roma, pelo cardeal Alderano Cibo, bispo de Frascati, coadjuvado por Giacomo Altoviti, patriarca titular de Antioquia, e por Odoardo Cibo, arcebispo titular de Selêucia..
Morreu em Ravena em 14 de janeiro de 1687. A notícia de sua morte chegou a Roma em 18 de janeiro de 1687. Exposto e enterrado na basílica de S. Apollinare, Ravenna..